# Левитська Марія Сергіївна
Марі́я Сергі́ївна Леви́тська (нар. 13 квітня 1955, м. Київ) — українська художниця театру і кіно. Членкиня Національної спілки кінематографістів України та Національної спілки театральних діячів України. Головна художниця Національної опери України (з 1989-го). Заслужена діячка мистецтв  України (1995). Лавреатка Національної премії України ім. Тараса Шевченка (2003). Академікиня Національної академії мистецтв України (2017). Народна художниця України (2006). Дочка художниці Ірини Левитської (1927—2012).

## Життєпис
Народилася 13 квітня 1955 року в творчій родині київських інтелігентів. Дід — професор-офтальмолог, батько — професор радіофізики, бабуся — балерина, актриса, мати — художниця.
Закінчила Київський художній інститут за спеціальністю художниця театру (1981, майстерня Данила Лідера).
У 1981—1989 рр. працювала на Київській кіностудії ім. Олександра Довженка.
З 1989 р. — головна художниця Національної опери України.
Здійснила низку постановок у драматичних та музичних театрах України, оформлювала оперні, балетні та драматичні вистави в Польщі, Словенії, Ізраїлі, Канаді.
Учасниця понад тридцяти художніх виставок, серед яких персональні виставки в Україні (1987, 1988, 2000, 2002, 2005, 2015), Японії (1990), Канаді (1992), Польщі (1991, 1996), Ізраїлі (1997).
24 березня 2023 р. в експозиційній залі Президії Національної академії мистецтв відкрилася персональна виставка Марії Левитської, на якій художниця представила  близько сотні ескізів костюмів до оперних та балетних вистав, створених у різні періоди її творчості.
Роботи Марії Левитської зберігаються у Державному музеї театрального, музичного та кіномистецтва України, Театральному музеї ім. О. Бахрушина (Москва) у приватних колекціях в Україні, Канаді, Польщі, Словенії, Німеччині, Ізраїлі.

## Творчість
Авторка художнього оформлення понад 160 опер, балетів, драматичних постановок, концертних програм. У творчому доробку художниці декілька тисяч ескізів театральних костюмів.
Створила костюми та декорації до вистав Національної опери України, серед яких класичні  опери («Лючія ді Ламмермур» (1987) і «Любовний напій» (2009) Гаетано Доніцетті, «Дон Жуан» Моцарта (1989), «Мазепа» (1991) та «Іоланта» (2011) Петра Чайковського, «Травіата» (1994) «Макбет» (2007), «Бал-маскарад» (2008) і «Дон Карлос» (2012) Джузеппе Верді, «Мадам Баттерфляй» (1995), «Турандот» (2003) і «Манон Леско» (2006) Джакомо Пуччіні та інші) і балетні постановки ( «Лебедине озеро» (1995, 2009), «Спляча красуня» (1997) і «Лускунчик» (2004) Петра Чайковського, «Попелюшка» Сергія Прокоф’єва (1989), «Ніч перед Різдвом» (1993) і «Вікінги» (1998) Євгена Станковича, «Жар-птиця» (1998) і «Петрушка» Ігоря Стравинського, «Шехерезада» Миколи Римського-Корсакова (обидві — 2001), «Весілля Фіґаро» Моцарта (2006) тощо).

Головний режисер Національної опери Анатолій Солов'яненко так охарактеризував творчість художниці: 
«Її сценографічні рішення завжди гармонійно поєднують історичну достовірність і власне авторське бачення, а костюми вражають винахідливістю, достовірністю та красою». 
Майстриня працює також у жанрі станкового живопису, графіці, в техніці батику.
2016 року у київському видавництві «Либідь» вийшла книга-альбом Марії Левитської «Музи і музика мого театру: автопортрет у декораціях».

## Роботи в театрі
Національна опера України імені Тараса Шевченка
- 1987 — «Лючія ді Ламмермур» опера Гаетано Доніцетті
- 1989 — «Дон Жуан» опера Вольфганга Амадея Моцарта
- 1989 — «Попелюшка» Сергія Прокоф’єва
- 1991 — «Мазепа» Петра Чайковського
- 1993 — «Ніч перед Різдвом» Євгена Станковича
- 1994 — «Травіата» Джузеппе Верді
- 1995 — «Лебедине озеро» Петра Чайковського
- 1995 — «Мадам Баттерфляй» Джакомо Пуччіні
- 1997 — «Спляча красуня» Петра Чайковського
- 1998 — «Вікінги» Євгена Станковича
- 1998 — «Жар-птиця» Ігоря Стравинського
- 2001 — «Петрушка» Ігоря Стравинського
- 2001 — «Шехерезада» Миколи Римського-Корсакова
- 2003 — «Турандот» Джакомо Пуччіні
- 2004 — «Лускунчик» Петра Чайковського
- 2006 — «Весілля Фіґаро» Вольфганга Амадея Моцарта
- 2006 — «Манон Леско» Джакомо Пуччіні
- 2007 — «Макбет» Джузеппе Верді
- 2008 — «Бал-маскарад» Джузеппе Верді
- 2009 — «Лебедине озеро» Петра Чайковського
- 2009 — «Любовний напій» опера Гаетано Доніцетті
- 2011 — «Іоланта» Петра Чайковського
- 2012 — «Дон Карлос» Джузеппе Верді

## Фільмографія
Художниця-постановниця
- 1988 — «Фантастична історія»

Художниця по костюмах
- 1982 — «Повернення Баттерфляй»
- 1983 — «Поцілунок»
- 1983 — «Паризька драма»
- 1984 — «Капітан Фракасс» (т/ф, у співавт. з Інною Биченковою)
- 1985 — «Кармелюк»
- 1987 — «Спомин»
- 1988 — «Фантастична історія» (у співавт. з Е. Погожевою)
- 1991 — «Ціна голови» (у співавт.)

## Нагороди та відзнаки
- 1983 — дипломантка «За кращу роботу» на Міжнародному фестивалі «Празьке квадрієнале»
- 1994 — лавреатка театральної премії «Київська пектораль»
- 1995 — Заслужена діячка мистецтв України
- 2000 — лавреатка премії «Людина року — 2000»
- 2003 — лавреатка Національної премії України ім. Тараса Шевченка
- 2007 — лавреатка мистецької премії ім. Д. Лідера
- 2006 — Народна художниця України
- Кавалериня ордена княгині Ольги ІІІ (2001) і ІІ (2015) ступенів[6]
- 2016 — Кавалериня ордена «Зірка Італії»[7].